# Вилікування згорбленої жінки

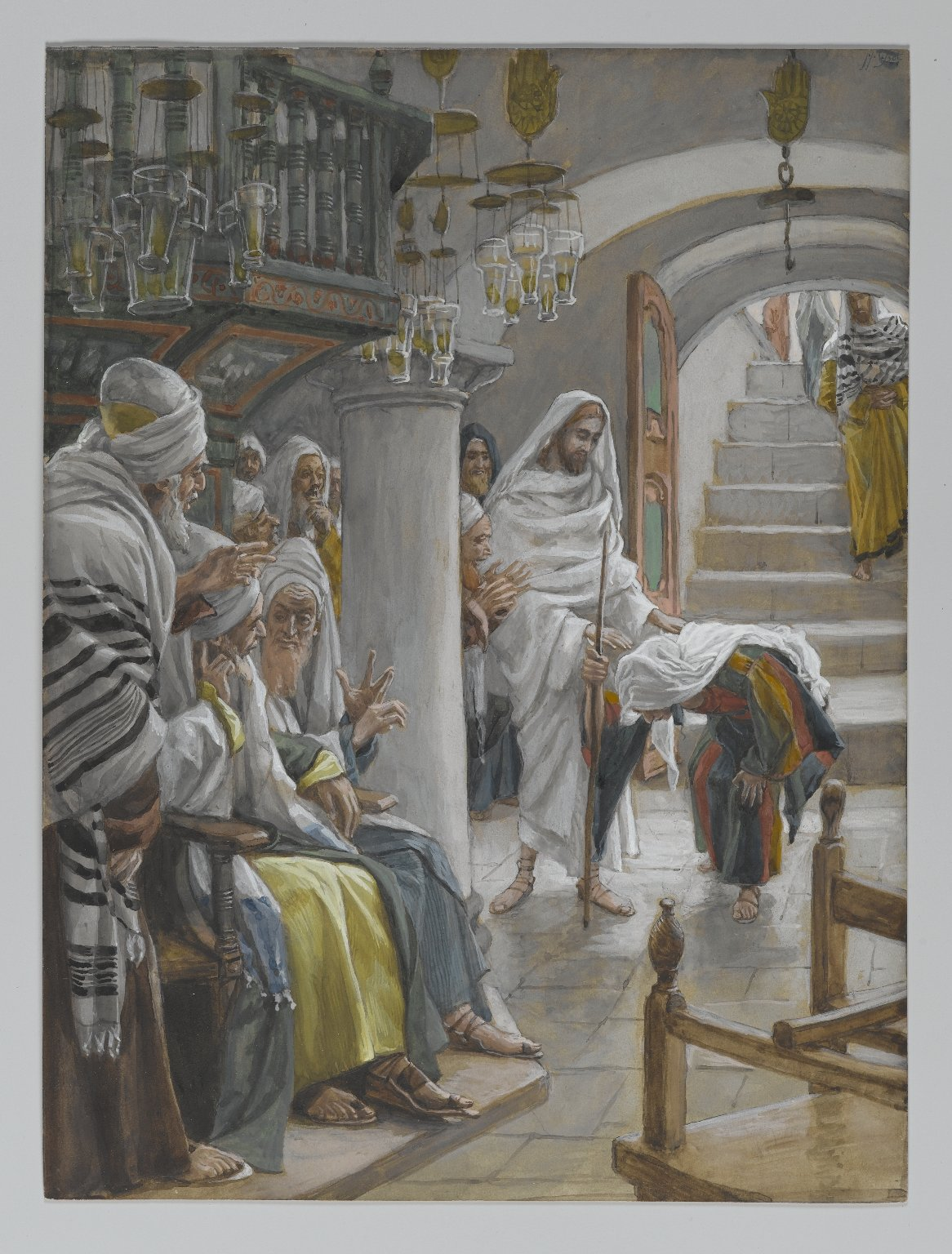
Вилікування згорбленої жінки. Джеймс Тіссо (1886—1896).

Вилікування згорбленої жінки — євангельська подія, одно з чудес Ісуса Христа описана у Євангелії від Луки: Лк. 13:10-17.
У той період подорожі Ісуса відбулося загострення відносин фарисеїв до «зміни мислення», що приніс Ісус і яка проганяла старий формалістичний світогляд. Формалізм фарисеїв і книжників тяжів над умами.

## Подія
Згідно з євангельською розповіддю, Ісус під час своєї подорожі по Юдеї, одної суботи у синагозі почав навчати.
Розв'язувати чи зав'язувати вузла входило у 39 груп чинностей, що були заборонені у суботу, але що то були домашні тварини (віл, осел) у дійсності в якийсь спосіб дбалося про їхню поживу. Ніхто цього не міг заперечити. Тому ніхто не міг заперечити вчинку Ісуса куди більшого. Діям сатани звичайно приписували різні хвороби. Таким чином найвідповідніший день, щоби показати перемогу Бога над сатаною, добра над злом — це якраз був день суботній, день посвячений Богові.